# Lim Ji-yeon
Lim Ji-yeon (* 23. Juni 1990 in Seoul) ist eine südkoreanische Schauspielerin, die ihr Debüt 2011 gab. 2022 erlangte sie auch außerhalb Südkoreas Bekanntheit durch ihre Rollen in den Netflix-Serien Haus des Geldes: Korea und The Glory.

## Leben

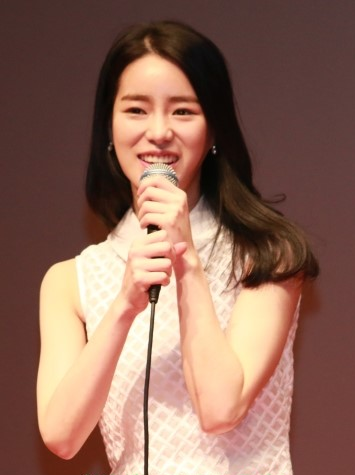
Lim bei einer Vorführung des Films Obsessed (2014)

Lim Ji-yeon studierte Schauspiel an der Korea National University of Arts in Seoul, während sie eine Laufbahn als Bühnenschauspielerin begann. Ab 2011 wirkte sie zudem in Kurzfilmen mit, ehe ihr 2014 durch die vielfach ausgezeichnete Hauptrolle der Jong Ga-heun im Erotikthriller Obsessed der Durchbruch gelang. 2015 folgten Hauptrollen im Historienfilm The Treacherous sowie in der Fernsehserie High Society.
2016 spielte Lim Ji-yeon eine weitere Serien-Hauptrolle als Dam-seo im Historiendrama The Royal Gambler. Zudem verkörperte sie im selben Jahr in der 53 Folgen langen Drama-Serie Blow Breeze die aus Nordkorea geflüchtete Hauptfigur Kim Mi-poong. Nach einer anschließenden, dreijährigen Schauspielpause wirkte Lim Ji-yeon 2019 unter anderem in einer Hauptrolle in der Fernsehserie Welcome 2 Life mit. 2021 spielte sie Moon Jin-ah in Spiritwalker, ein Mystery-Actionfilm mit Fantasy-Elementen. 2022 war Lim in einer Nebenrolle als Söldner-Anführerin Seoul in sechs Folgen der Netflix-Produktion Haus des Geldes: Korea zu sehen. 2022 bis 2023 wirkte sie in der Serie The Glory mit und wurde hierfür mehrfach ausgezeichnet, darunter mit dem Baeksang Arts Award und dem Blue Dragon Series Award als beste Nebendarstellerin.
2024 spielte Lim eine tragende Nebenrolle im Actionthriller Revolver und die Hauptrolle in der vierteiligen Miniserie The Tale of Lady Ok.
Im Verlauf ihrer Karriere erhielt die Schauspielerin zahlreiche weitere Auszeichnungen für ihr Schaffen, darunter 2014 den Daejong-Filmpreis. Ebenfalls 2014 wurde sie für den Blue Dragon Award als beste Newcomerin nominiert. 2015 war sie zudem als Moderatorin bei den SBS Drama Awards und 2019 bei den Asia Artist Awards tätig. 2024 erhielt sie die Auszeichnung Popular Star Award bei den Blue Dragon Awards.
Seit 2023 ist Lim Ji-yeon Botschafterin und „ehrenamtliche Polizistin“ der Polizeibehörde Seodaemun-gu in ihrer Heimatstadt Seoul. Als solche setzt sie sich unter anderem für die Drogenprävention ein und verkündet verschiedene Bekanntgabungen der Behörde.

## Auszeichnungen (Auswahl)
- 2014: Buil Film Award als beste Schauspielerin für Obsessed.
- 2014: Daejong-Filmpreis als beste neue Schauspielerin für Obsessed.
- 2014: Korean Association of Film Critics Award als beste neue Schauspielerin für Obsessed.
- 2015: APAN Star Award als beste neue Schauspielerin für High Society.
- 2015: Baeksang Arts Award als beste neue Filmschauspielerin für Obsessed.
- 2015: Korea Drama Award als beste neue Schauspielerin für High Society.
- 2015: MBC Entertainment Award in der Kategorie Excellence Award in Music/Talk Category – Female für Section TV.
- 2015: New Star Award der SBS Drama Awards für High Society.
- 2016: MBC Drama Award in der Kategorie Excellence Award, Actress in a Serial Drama für Blow Breeze.
- 2019: Asia Artist Award in der Kategorie AAA Best Emotive (Actor).
- 2019: MBC Drama Award in der Kategorie Top Excellence, Actress in a Monday-Tuesday Miniseries für Welcome 2 Life.[5]
- 2023: Baeksang Arts Award in der Kategorie Best Supporting Actress – Television für The Glory.
- 2023: Blue Dragon Series Award in der Kategorie Best Supporting Actress für The Glory.
- 2024: Buil Film Award in der Kategorie Best Supporting Actress für Revolver.[6]
- 2024: Blue Dragon Award in der Kategorie Popular Star Award.

## Filmografie (Auswahl)
- 2014: Obsessed (In-gan-jung-dok)
- 2015: The Treacherous (Gansin)
- 2015: High Society (Sangryusahoe; Fernsehserie, 16 Folgen)
- 2016: Luck Key (Leokki)
- 2016: The Royal Gambler (Daebak; Fernsehserie, 24 Folgen)
- 2016: The Doctors (Dakteoseu; Fernsehserie, 2 Folgen)
- 2016: Blow Breeze (Buleora Mipung-a; Fernsehserie, 53 Folgen)
- 2019: Tazza: One Eyed Jack (Ta-jja: Won A-i-deu Jaek)
- 2019: Welcome 2 Life (Welkeom-2-Raipeu; Fernsehserie, 32 Folgen)
- 2021: Spiritwalker (Yucheitalja)
- 2022: Haus des Geldes: Korea (Jongieui Jib: Gongdonggyeongjeguyeok; Fernsehserie, 6 Folgen)
- 2022–2023: The Glory (더 글로리, Deo Geul-lo-ri; 16 Folgen)
- 2023: Lies Hidden in My Garden (Madang-i inneun jip; Fernsehserie, 8 Folgen)
- 2023: The Killing Vote (National Death Penalty Vote; Fernsehserie)
- 2024: Revolver (Ribolbeo)
- 2024: The Tale of Lady Ok (Okssibuinjeon; Fernsehserie, 4 Folgen)